# تبسم تلخ
تبسم تلخ فیلمی به کارگردانی سید محمدرضا ممتاز است. این فیلم محصول کشور ایران و در ژانر کمدی و اجتماعی می‌باشد.

## بازیگران
- اکبر عبدی
- الهام حمیدی
- میرطاهر مظلومی
- پوراندخت مهیمن
- هوشنگ حریرچیان
- عباس محبوب
- محمد شیری
- صالح خواجویی
- کیمیا باباییان
- محمدرضا سهرابی
- حسین غیابی
- زهره فوده
- عادل یوسفی
- علی رفیعی
- حمید تقدسی

## خلاصه داستان
در خلاصه داستان تبسم تلخ آمده: مرد جوانی  در لباس روحانیت مشاوره خانواده و دفتر ازدواج و طلاق دارد. او بخاطر برخی حواشی ایجاد شده به اجبار به کشور امارات سفر می کند و در این سفر با زنی به نام تبسم همسفر می‌شود و…